# Consejo de Seguridad Nacional (España)
El Consejo de Seguridad Nacional (CSN) es el máximo órgano de España en materia de seguridad nacional. Tiene la condición de Comisión Delegada del Gobierno y es responsable de asistir al presidente del Gobierno en la dirección de la política de Seguridad Nacional y del Sistema de Seguridad Nacional 
Se creó en el año 2013 con el acuerdo unánime de todos las fuerzas políticas presentes en las Cortes Generales en el marco de la Estrategia de Seguridad Nacional de se mismo año. El CSN ha sido el encargado de elaborar las actuales Estrategia de Seguridad Nacional 2021 (Real Decreto 1150/2021, de 28 de diciembre) y Estrategia Nacional de Ciberseguridad 2019 (Orden PCI/487/2019, de 26 de abril), así como el Procedimiento de actuación contra la desinformación (Orden PCM/1030/2020, de 30 de octubre).
El Consejo de Seguridad Nacional se reúne a iniciativa del presidente del Gobierno como mínimo con carácter bimestral o cuantas veces lo considere necesario, así como cuando las circunstancias que afecten a la Seguridad Nacional lo requieran. Su órgano de trabajo permanente es el Departamento de Seguridad Nacional. El rey de España preside el Consejo cuando así lo solicita el presidente y, si bien oficialmente solo un número limitado de ministerios forman parte de éste, si se requiere su asistencia, también pueden asistir el resto de miembros del Gobierno y cualquier otra autoridad.

## Funciones
De acuerdo con la Ley de Seguridad Nacional 36/2015 (LSN), le corresponden las siguientes funciones:
- Dictar las directrices necesarias en materia de planificación y coordinación de la política de Seguridad Nacional.
- Dirigir y coordinar las actuaciones de gestión de situaciones de crisis en los términos previstos en el Título III de la LSN.
- Supervisar y coordinar el Sistema de Seguridad Nacional.
- Verificar el grado de cumplimiento de la Estrategia de Seguridad Nacional y promover e impulsar sus revisiones.
- Promover e impulsar la elaboración de las estrategias de segundo nivel que sean necesarias y proceder, en su caso, a su aprobación, así como a sus revisiones periódicas.
- Organizar la contribución de recursos a la Seguridad Nacional conforme a lo establecido en esta ley.
- Aprobar el Informe Anual de Seguridad Nacional antes de su presentación en las Cortes Generales.
- Acordar la creación y el fortalecimiento de los órganos de apoyo necesarios para el desempeño de sus funciones.
- Impulsar las propuestas normativas necesarias para el fortalecimiento del Sistema de Seguridad Nacional.
- Realizar las demás funciones que le atribuyan las disposiciones legales y reglamentarias que sean de aplicación.
- Informar, al menos una vez al año, al rey de España.

En caso de crisis:
- El Consejo de Seguridad Nacional determinará los mecanismos de enlace y coordinación necesarios para que el Sistema de Seguridad Nacional se active preventivamente y realice el seguimiento de los supuestos susceptibles de derivar en una situación de interés para la Seguridad Nacional.
- En la situación de interés para la Seguridad Nacional el presidente del Gobierno convocará al Consejo de Seguridad Nacional para que ejerza las funciones de dirección y coordinación de la gestión de dicha Situación, todo ello sin perjuicio de la aplicación de la legislación en materia de Defensa Nacional y de las competencias que correspondan al Consejo de Ministros. En los casos en los que el presidente del Gobierno decida designar una autoridad funcional para el impulso y la gestión coordinada de las actuaciones, el Consejo de Seguridad Nacional asesorará sobre el nombramiento de dicha autoridad.
- El Consejo de Seguridad Nacional asesorará al presidente del Gobierno cuando la situación requiera la aplicación de medidas excepcionales previstas en los instrumentos de gestión de crisis de las organizaciones internacionales de las que España sea miembro, todo ello sin perjuicio de las facultades que corresponden al Consejo de Ministros y de lo previsto en la legislación en materia de Defensa Nacional.

## Composición
El CSN tiene una composición fija sin perjuicio de que al Consejo pueden acudir otros miembros del Gobierno y otras autoridades que se consideren necesarias por el tema a tratar.

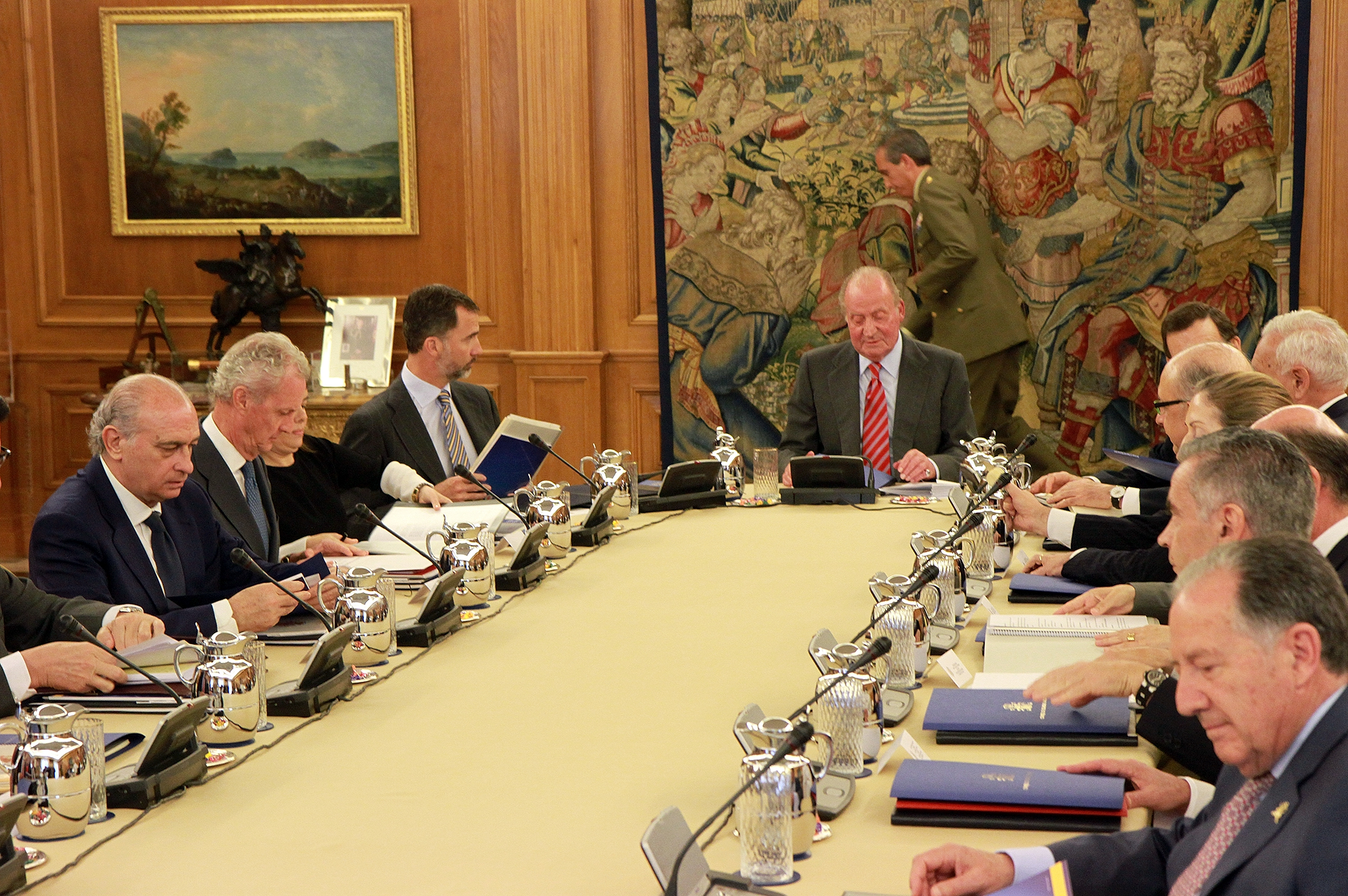
Sesión constitutiva del Consejo presidida por el rey Juan Carlos I y en la que también participó el príncipe heredero, Felipe.

| - El rey de España - El presidente del Gobierno - Los vicepresidentes del Gobierno - El ministro de la Presidencia, Justicia y Relaciones con las Cortes - El ministro de Asuntos Exteriores - El ministro de Defensa - El ministro de Hacienda - El ministro del Interior - El ministro de Transportes - El ministro de Economía - El ministro de Industria y Turismo | - El ministro de Política Territorial - El ministro de Sanidad - El director del Gabinete de la Presidencia - El secretario de Estado de Asuntos Exteriores - El jefe de Estado Mayor de la Defensa - El secretario de Estado de Seguridad - El director del Centro Nacional de Inteligencia - El director del Departamento de Seguridad Nacional |

## Órganos de apoyo
La Ley de Seguridad Nacional, en su artículo 21, apartado 1, letra h, otorga al Consejo la potestad de crear órganos de apoyo para desempeñar sus funciones. Desde 2013 se han creado nueve órganos de apoyo:
- Comité de Situación, creado en 2013.
- Consejo Nacional de Ciberseguridad, creado en 2013.
- Consejo Nacional de Seguridad Marítima, creado en 2013.
- Comité Especializado de Inmigración, creado en 2014.
- Comité Especializado de Seguridad Energética, creado en 2017.
- Comité Especializado de No Proliferación, creado en 2017.
- Comité Especializado contra el Terrorismo, creado en 2020.
- Consejo Nacional de Seguridad Aeroespacial, creado en 2020.
- Comité Especializado contra el Crimen Organizado y la Delincuencia Grave, creado en 2024.